# Chandili
Chandili es una ciudad censal situada en el distrito de Rayagada en el estado de Odisha (India). Su población es de 18552 habitantes (2011). Se encuentra a orillas del río Nagavali a 308 km de Bhubaneswar y a 9 km de Rayagada.

## Demografía
Según el censo de 2011 la población de Chandili era de 18552 habitantes, de los cuales 9467 eran hombres y 9085 eran mujeres. Chandili tiene una tasa media de alfabetización del 76,39%, superior a la media estatal del 72,87%: la alfabetización masculina es del 85,08%, y la alfabetización femenina del 67,43%.